# Никита (Латушко)
Архимандрит Никита (в миру Сергей Петрович Латушко; 6 октября 1953, Лоев, Гомельская область, Белорусская ССР) — архимандрит Русской православной церкви, бывший наместник Ново-Иерусалимского монастыря и бывший начальник Русской духовной миссии в Иерусалиме. С 6 сентября 2008 года настоятель Свято-Троицкого храма в Всеволожске.

## Биография
Родился в семье протоиерея Петра Латушко. Старшие братья — Георгий и Павел также стали священниками.
24 июня 1979 года рукоположён в сан диакона, а 12 сентября 1980 года — в сан иерея.
6 сентября 1984 года решением Священного Синода назначен секретарём Русской Духовной Миссии в Иерусалиме.
29 июля 1986 года решением Священного Синода назначен заместителем начальника Русской Духовной Миссии в Иерусалиме.
19 июля 1988 года решением Священного Синода назначен начальником Русской духовной миссии в Иерусалиме с возведением в сан архимандрита.
26 апреля 1993 года решением Священного Синода в связи с истечением срока командировки освобождён от должности начальника Русской духовной миссии в Иерусалиме и направлен в распоряжение Патриарха Московского и всея Руси Алексия II.
10 ноября 1993 года Патриарх Алексий II подписал «Удостоверение» своему представителю архимандриту Никите (Латушко), которому поручалось ведение переговоров с властями Московской области, Истринского района и руководством музея «Новый Иерусалим» о возвращении Новоиерусалимского монастыря.
6 января 1994 года, через 75 лет после закрытия обители, в подземном храме святых равноапостольных Константина и Елены возобновились богослужения.
18 июля 1994 года Священный Синод Русской Православной Церкви утвредил архимандрита Никиту наместником возрождающегося ставропигиального Ново-Иерусалимского монастыря. В конце июля был утвержден Устав Воскресенского Ново-Иерусалимского монастыря и зарегистрирован в Министерстве Юстиции.

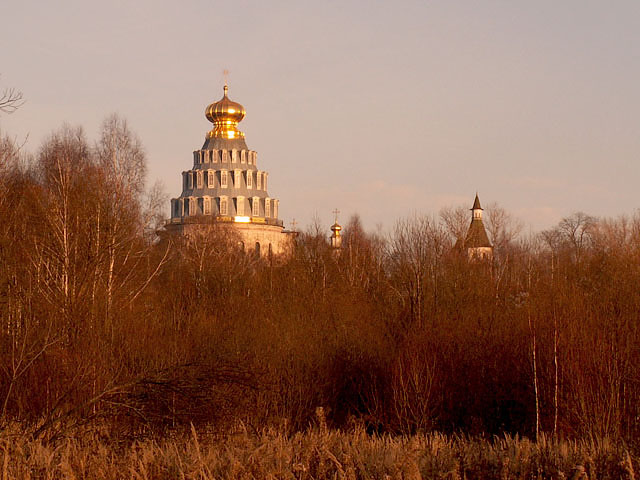
Новоиерусалимский монастырь. Вид от реки Истры. 2005

Первое, с чего он начал наместничество была очистка Воскресенского собора от мусора — его было вывезено 350 грузовиков. Потом начались реставрационные работы. Восстановительные работы шли вяло. С крыши Воскресенского собора был убран строительный мусор, а в ротонде разобраны деревянные леса и открыт Гроб Господень, что позволило просушить собор. Были поновлены лишь некоторые приделы величественного собора — Успенский, Предтеченский и Архангельский, а также земляная церковь святых Константина и Елены и храм Рождества Христова в Трапезных палатах. Однако комплексная реставрация собора так и не началась. Не был восстановлен и монастырский комплекс.
Были и потери: порушился изразцовый иконостас в нижнем ярусе колокольни после демонтажа защитного досчатого короба; 3 сентября 2000 года погибла в огне деревянная церковь Богоявления в Гефсиманском саду, принадлежавшая, впрочем музею, а не монастырю. При архимандрите Никите так и не возродилась полноценная монашеская жизнь: на начало 2000-х годов монастырь насчитывал всего 3 насельника. К середине 2000-х годов основные службы совершались немногочисленной братией в Успенском приделе собора и храме святых Константина и Елены.
24 мая 2005 года архимандрит Никита встречал в монастыре участников международного крестного хода, ознаменовавшего празднование 400-летия памяти со дня рождения Патриарха Никона и служил молебен.
В рождественскую ночь с 6 на 7 января 2007 года принимал в Новоиерусалимском монастыре президента России Владимира Путина.
23 июня 2008 года решением Священного Синода освобождён от обязанностей наместника Ново-Иерусалимского монастыря.
В том же году перешёл на служение в Санкт-Петербургскую епархию и 6 сентября 2008 года стал настоятелем Свято-Троицкой церкви города Всеволожска